# Portavogie
Portavogie (Port a' Bhogaigh in gaelico irlandese) è un villaggio dell'Irlanda del Nord, situato nella contea di Down.